# Montegiovi
(Cecco Angiolieri, Sed i' avess'un sacco di fiorini)
Montegiovi è una frazione del comune italiano di Castel del Piano, nella provincia di Grosseto, in Toscana.

## Geografia fisica
Il borgo di Montegiovi è situato su una collina che costituisce una delle pendici occidentali del cono vulcanico del Monte Amiata, da cui si domina il primo tratto della val d'Orcia grossetana. Montegiovi dista circa 50 chilometri da Grosseto e meno di 6 chilometri dal capoluogo comunale.

## Storia
Montegiovi è ricordato per la prima volta in un documento del 1209 in cui l'imperatore Ottone IV confermava il possesso di metà del castello al vescovo di Chiusi, mentre l'altra metà di proprietà dell'abbazia di Sant'Antimo e dell'abbazia di San Salvatore. Sviluppatosi tra l'XI e il XII secolo, nel 1217 fu sottomesso a Siena, sotto l'influenza delle famiglie Tolomei (seconda metà del XIII secolo), Bonsignori (prima metà del XIV secolo) e Salimbeni (seconda metà del XIV secolo). Nel XV secolo il borgo fu posto sotto la diretta giurisdizione di Siena. Nel 1555 fu aggregato al Granducato di Toscana, finendo poi accorpato a Castel del Piano.

## Monumenti e luoghi d'interesse

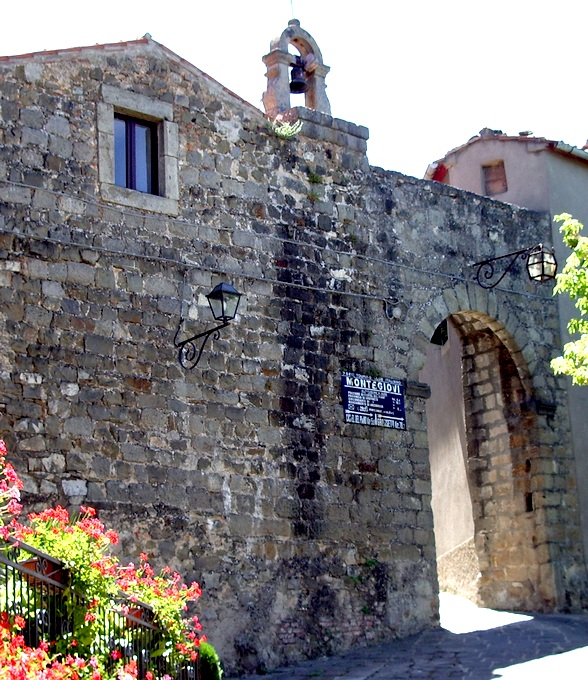
La Porta e la Cappella di Sant'Elena

### Architetture religiose
- Chiesa di San Martino, citata nelle decime del 1302-1303 e ricordata come pieve nel 1464, è stata sostanzialmente modificata tra il XVII e il XIX secolo e gli unici elementi che testimoniano l'origine medievale della chiesa sono le decorazioni della facciata (timpano, portale architravato e piccolo rosone). All'interno sono custoditi tre dipinti di grande interesse: due opere di Francesco Nasini, la Madonna del Rosario con i santi Domenico e Caterina (1643) e la Madonna in trono col Bambino, san Giovannino e una santa monaca (1692); e una santa Caterina in estasi del XVII secolo.[2]

- Chiesa della Madonna degli Schiavi, ricostruita nel 1868 in stile neorinascimentale sul luogo dove sorgeva il vecchio oratorio risalente al XVI secolo. Conserva al suo interno pregevoli opere quali l'affresco della Madonna col Bambino del XV secolo, con due angeli adoranti di epoca barocca attribuiti a Francesco Nasini, ed un quattrocentesco Crocifisso affrescato di scuola senese.[2]

- Cappella di Sant'Elena, antica chiesetta addossata alla cinta muraria, nei pressi della porta, costituiva la cappella gentilizia dell'antico castello oramai scomparso, ma si presenta oggi particolarmente modificata. Realizzata in muratura in pietra trachitica con campanile a vela, possiede l'interno ad aula unica con copertura a travi di legno.[2]

### Architetture militari
- Mura di Montegiovi: delle mura che racchiudevano il borgo di Montegiovi rimangono solo alcune tracce, tra cui la porta di Sant'Elena, da cui si accede al centro storico. Nel tratto sud-occidentale è visibile un'imponente struttura che sporge, probabilmente resti dell'antico cassero inglobato ormai nelle abitazioni.[2][3]

## Società

### Evoluzione demografica
Quella che segue è l'evoluzione demografica della frazione di Montegiovi. Sono indicati gli abitanti dell'intera frazione e dove è possibile la cifra riferita al solo capoluogo di frazione. Dal 1991 sono contati da Istat solamente gli abitanti del centro abitato, non della frazione.
| Anno | Abitanti | Abitanti       |
| Anno | Frazione | Centro abitato |
| ---- | -------- | -------------- |
| 1640 | 288      | -              |
| 1745 | 288      | -              |
| 1833 | 360      | -              |
| 1845 | 423      | -              |
| 1921 | 650      | -              |
| 1931 | 635      | -              |
| 1961 | 422      | 401            |
| 1981 | 590      | 210            |
| 1991 | -        | 207            |
| 2001 | -        | 168            |
| 2011 | -        | 175            |

## Cultura
Presso Villa Clara a Montegiovi, nella parte bassa del paese, è situato il Giardino di Piero Bonacina, parco artistico dello scultore lombardo Piero Bonacina, trasferitosi a Montegiovi nel 1990 e influenzato dalla cultura orientale e tibetana. Il giardino fa parte della rete museale provinciale Musei di Maremma.

## Infrastrutture e trasporti
Montegiovi è facilmente raggiungibile percorrendo la strada provinciale 64 del Cipressino, importante via di comunicazione che collega il Monte Amiata con la superstrada E78 Grosseto-Fano presso la località di Paganico.